# Al-Lats tempel
Al-Lats tempel var ett tempel i Palmyra i Syrien, tillägnat Allāt.
Templet uppfördes av stadsbon och medborgaren Taimarsu under perioden 123–164 e.Kr. 
Det invigdes åt gudinnan Allāt, som genom interpretatio graeca jämställdes med Athena. Tempelbyggnaden uppfördes i grekisk stil. Kultstatyn av gudinnan utfördes i samma stil som statyerna av Athena i Aten. 
Templet stängdes på order av prefekten Maternus Cynegius på den kampanj han företog under förföljelserna av hedningar i Romarriket mellan 385 och 388. Vid detta tillfälle vältes statyn av gudinnan omkull och vandaliserades och begrovs i sanden utanför tempelbyggnaden. Offergåvor i form av mynt hittade i templet med årtalet 386 visar att templet användes fram till att det stängdes. 
Till skillnad från många andra tempel i området gjordes det inte om till en kyrka, utan lämnades att förfalla. Templet var mer förstört än omgivande tempel och inte mycket mer än själva grunden har återfunnits. 

## Galleri

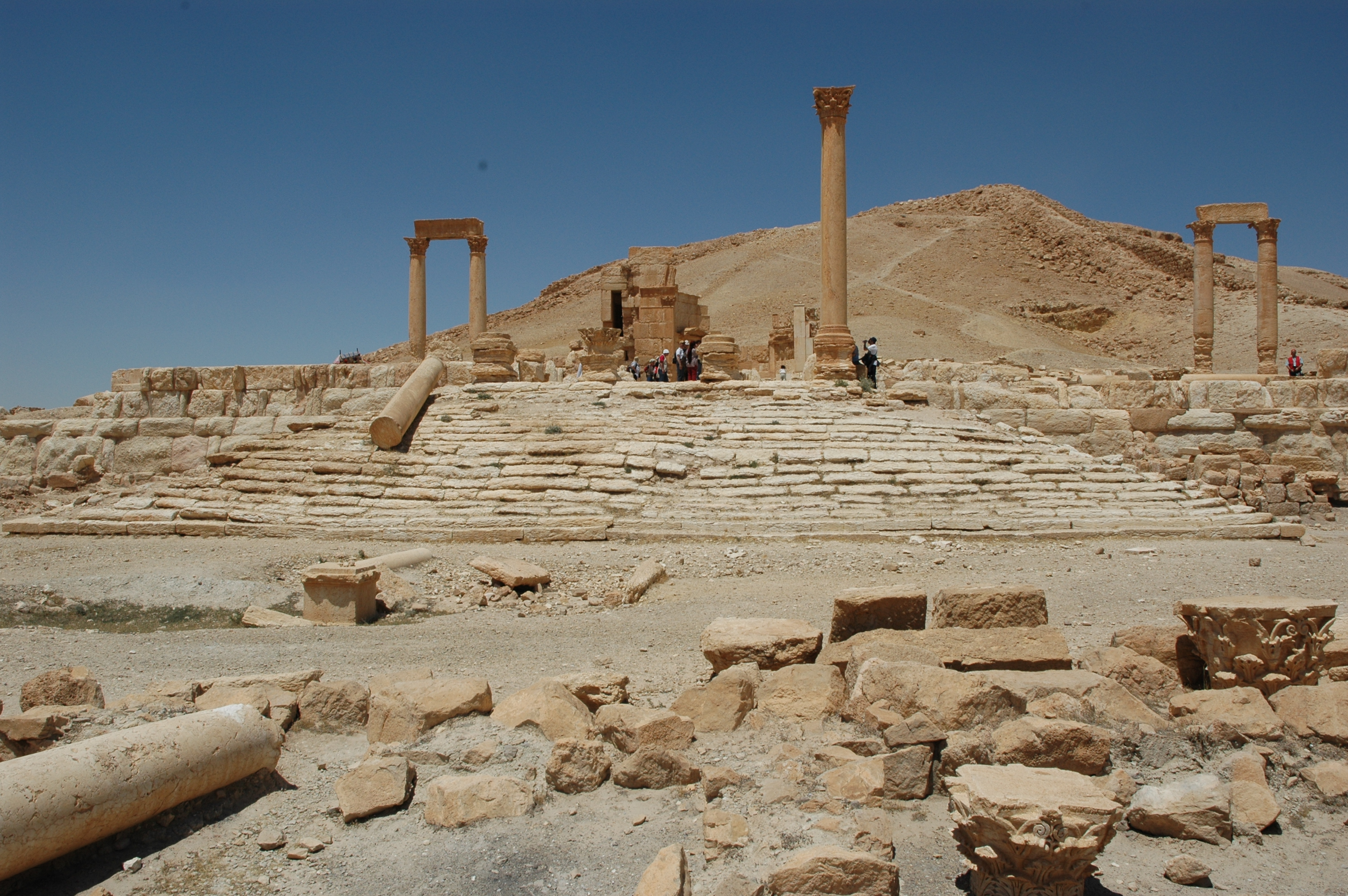
Templet.
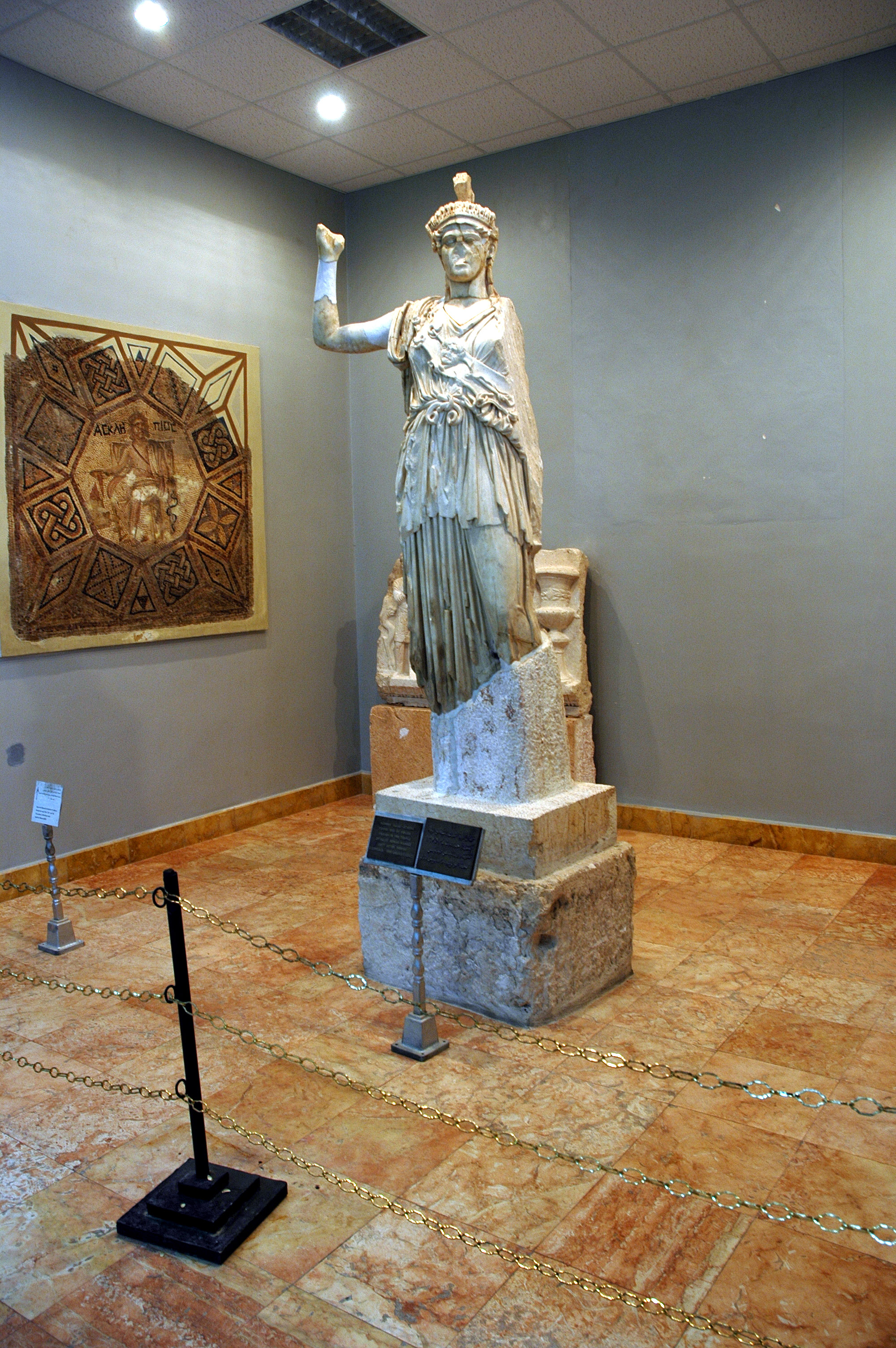
Kultstatyn.